# Roger Cook (homme politique)
Roger Cook, né le 20 août 1965 à Cottesloe, est un homme politique australien, membre du Parti travailliste. Il est Premier ministre d'Australie-Occidentale depuis le 8 juin 2023.

## Biographie
Député de l'Assemblée législative d'Australie-Occidentale pour la circonscription de Kwinana depuis 2008, il est vice-premier ministre de l'État à partir de 2017. Il succède à Mark McGowan comme chef du parti travailliste en Australie-Occidentale le 6 juin 2023 puis comme Premier ministre le 8 juin.